# Charles Lennox (3e duc de Richmond)
Pour les articles homonymes, voir Charles Lennox et Lennox.
Charles (III) Lennox (22 février 1735 – 29 décembre 1806), 3e duc de Richmond et de Lennox, est un homme politique britannique, particulièrement connu pour ses idées en avance sur la question de la réforme parlementaire.

## Biographie
Il est le fils de Charles (II) Lennox, 2e duc de Richmond et Lennox, et de Lady Sarah Cadogan. Il est le petit-fils de Charles Lennox, 1er duc de Richmond et Lennox, un fils naturel qu'a eu le roi Charles II d'Angleterre avec Louise Renée de Penancoët de Keroual, duchesse de Portsmouth.
Il fait une vive opposition à Lord Bute et à George Grenville en 1763. Il devient secrétaire d'État dans le cabinet de Rockingham, puis, ayant quitté le pouvoir, préside les délégués des sociétés constitutionnelles de la Grande-Bretagne, qui voulaient la réforme parlementaire.
Il est ambassadeur en France en 1765 et eut à résoudre les litiges nés de la pêche à Terre-Neuve.
Il occupe enfin le poste de grand maître de l'artillerie (1782-95). 
Ce seigneur aimait beaucoup les arts : jouissant d'une immense fortune, il l'emploie à encourager les artistes ; il crée en leur faveur des cours gratuits et des prix annuels.

## Source
Marie-Nicolas Bouillet  et Alexis Chassang (dir.), « Charles Lennox (3e duc de Richmond) » dans Dictionnaire universel d’histoire et de géographie, 1878 (lire sur Wikisource)